# Jean-Marie Arriveur
Jean-Marie Arriveur, né le 25 mai 1728 à Saint-Étienne-sur-Chalaronne dans la principauté de Dombes et mort le 23 avril 1800 à Genouilleux dans le département de l'Ain, est un député du tiers état aux États généraux de 1789. 

## Biographie

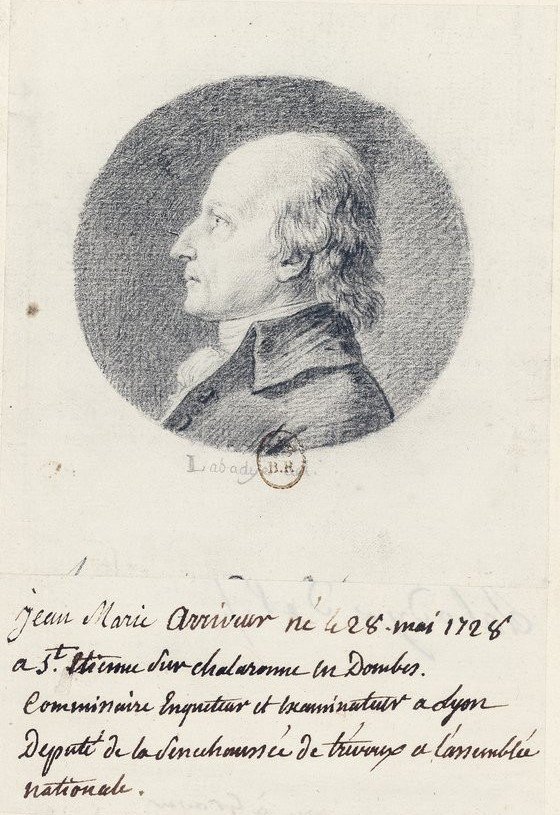
Jean-Marie Arriveur, dessin de Charles Labadye.

Jean-Marie Arriveur est né le 25 mai 1728 à Saint-Étienne-sur-Chalaronne dans la principauté de Dombes,. Il est le fils de Jean Arriveur, châtelain et seigneur de Talard.
Jean-Marie Arriveur est commissaire enquêteur à la sénéchaussée et au présidial de Lyon, de 1758 à 1789.
Le 28 mars 1789, il est élu député du tiers état aux États généraux de 1789 pour le bailliage de Trévoux,,,. Il est le premier député du tiers état sur deux élus dans le bailliage de Trévoux,.
Il siège jusqu'à la fin de la session de l'Assemblée nationale constituante le 30 septembre 1791, puis se retire à Genouilleux.
Il est arrêté et incarcéré à Trévoux comme suspect de modérantisme.
Il meurt le 23 avril 1800 à Genouilleux dans le département de l'Ain,.